# Teplodar
Teplodar (in ucraino e in russo Теплодар?) è una città ucraina (9 958 abitanti) nel distretto di Odessa, nell'oblast' di Odessa. Ospita l'amministrazione della comunità territoriale di Teplodar una delle comunità territoriali dell'Ucraina.
Fino al 18 luglio 2020 Teplodar costituiva una città di rilevanza regionale e non apparteneva ad alcun distretto. Come parte della riforma amministrativa dell'Ucraina, che ridusse a sette il numero di distrettii dell'oblast' di Odessa, la città fu integrata nel distretto di Odessa.